# Чопра, Удай
Удай Чопра (род. 1973) — индийский актёр, сценарист, продюсер.

## Биография
Родился 5 января 1973 года в Индии. Удай — сын известного кинопродюсера и режиссёра Яша Чопры и Памелы Чопра, его родной брат — Адитья Чопра. Удай хотел быть актёром с самого детства.

## Карьера
Удай Чопра начал карьеру в фильмах, как помощник своего отца в 17 лет. Позже он уехал в Лос-Анджелес, чтобы пройти пятинедельный летний курс о создании фильма в Калифорнийском университете. Позже планировал поехать в Бостон, что бы изучить деловое управление. Но начались съемки фильма «Непохищенная невеста» и его брат Адитья попросил помочь. Удаю понравилась идея этого фильма и он вернулся домой из Америки. Вскоре Удай решился поговорить с семьей про то, что он хочет стать актёром.
Чтобы научиться быть актёром он работал с Анупамом Кхером. Кроме того, он также прошёл четырёхмесячный курс с Кишором Намитом Капуром. Первый фильм, в котором он снялся, был «Влюбленные». В интервью Удай говорил о Mohabbatein: «тот факт, что я действовал в компании таких больших звёзд, немного укрощал меня. Это грандиозно — работать с ними. Я вырос на фильмах Амитабха Баччана. А здесь у нас были общие диалоги. Для меня это было великим моментом. И это был только четвёртый день съемок. Мгновения, подобные этим, случаются не часто. Я только мечтал играть с ними. Это была большая привилегия, особенно для дебютанта».

## Фильмография

### Актёр
| Год  |   | Русское название             | Оригинальное название     | Роль                   |
| ---- | - | ---------------------------- | ------------------------- | ---------------------- |
| 2000 | ф | Влюбленные                   | Mohabbatein               | Викрам Капур / Оберой  |
| 2002 | ф | Свадьба моей любимой         | Mere Yaar Ki Shaadi Hai   | Санджай Мальхотра      |
| 2002 | ф | Будешь со мной дружить?      | Mujhse Dosti Karoge!      | Рохан Варма            |
| 2003 | ф | Контракт                     | Supari                    | Арьян Пандит           |
| 2003 | ф | Наступит завтра или нет?     | Kal Ho Naa Ho             | камео                  |
| 2003 | ф | Байкеры                      | Dhoom                     | Али Акбар              |
| 2004 | ф | Экспедиция в Гималаи         | Charas: A Joint Operation | Ашраф                  |
| 2005 | ф | Нил и Никки                  | Neal 'N' Nikki            | Гурнил «Нил» Ахлувалия |
| 2006 | ф | Байкеры 2: Настоящие чувства | Dhoom:2                   | Али Акбар              |
| 2009 | ф | Любовь невозможна            | Pyaar Impossible          | Абхай Шарма            |
| 2013 | ф | Байкеры 3                    | Dhoom:3                   | Али Акбар              |
| 2021 | ф | Байкеры 4                    | Dhoom:4                   | Али Акбар              |

### Продюсер
| Название на русском     | Название на хинди           | год выпуска |
| ----------------------- | --------------------------- | ----------- |
| С любовью не шутят      | Yeh Dillagi                 | 1994        |
| Непохищенная невеста    | Dilwale Dulhania Le Jayenge | 1995        |
| Сумасшедшее сердце      | Dil To Pagal Hai            | 1997        |
| Свадьба моей любимой    | Mere Yaar Ki Shaadi Hai     | 2002        |
| Будешь со мной дружить? | Mujhse Dosti Karoge!        | 2002        |
| Вир и Зара              | Veer-Zaara                  | 2004        |
| Любовь невозможна       | Pyaar Impossible            | 2009        |
| Принцесса Монако        | Grace of Monaco             | 2014        |

### Сценарист
| Название на русском | Название на хинди | год выпуска |
| ------------------- | ----------------- | ----------- |
| Любовь невозможна   | Pyaar Impossible  | 2009        |